# Mindanaonäshornsfågel
Mindanaonäshornsfågel (Penelopides affinis) är en fågel i familjen näshornsfåglar inom ordningen härfåglar och näshornsfåglar.

## Utseende och läte
Mindanaonäshornsfågeln är en rätt stor fågel, men liten för att vara en näshornsfågel. Näbben är relativt kort, med svarta tvärband. På huvudet syns en spretig tofs bak i nacken och blåaktig bar hud runt ansiktet och hakan. Vingarna är svarta, medan stjärten är svart basalt och på spetsen men beigefärgad mitt på. Hanen är ljus på huvud och undersida med svart kind, medan honan är helsvart med mörkare blå hud i ansiktet. Honan liknar hona brunkronad näshornsfågel, men är mindre och saknar dennas röda näbb. Lätet består av ett kort, medelljust tutande, påminnande om en pipleksak.

## Utbredning och systematik
Mindanaonäshornsfågel förekommer i södra Filippinerna. Den delas in i två underarter med följande utbredning:
- Penelopides affinis affinis – förekommer på Mindanao, Dinagat och Siargao
- Penelopides affinis basilanicus – förekommer på Basilan

Vissa inkluderar samarnäshornsfågeln (Penelopides samarensis) som en underart.

## Status
IUCN kategoriserar arten som livskraftig, men inkluderar även samarnäshornsfågel (P. samarensis).